# Nouhak Phoumsavanh
Nouhak Phoumsavanh, född 9 april 1910, död 9 september 2008, var en laotisk politiker som 1955 var en av grundarna av det styrande partiet LPRP som haft ensam makt sedan 1975. Han var president i Laos 1992-1998.